# Stuck (Caro Emerald)
Stuck is de vierde single van Caro Emerald, afkomstig van het album Deleted Scenes from the Cutting Room Floor uit 2010. De single werd uitgebracht op 13 november 2010.

## NPO Radio 2 Top 2000
| Nummer met noteringen in de NPO Radio 2 Top 2000 | '11  | '12  | '13  |
| ------------------------------------------------ | ---- | ---- | ---- |
| Stuck                                            | 1022 | 1435 | 1600 |

1. ↑  Een vetgedrukt getal geeft de hoogste notering aan.
2. ↑  2011 was het eerste jaar met een notering voor dit nummer.
3. ↑  Deze tabel is bijgewerkt tot en met de laatste editie (2024).